# STS-43
是历史上第四十二次航天飞机任务，也是亚特兰蒂斯号航天飞机的第九次太空飞行。

## 任务成员
- 约翰·布拉哈（John E. Blaha，曾执行、以及任务），指令长
- 迈克尔·贝克（Michael A. Baker，曾执行、以及任务），飞行员
- 珊农·露茜德（Shannon W. Lucid，曾执行、以及任务），任务专家
- 詹姆斯·亚当森（James C. Adamson，曾执行以及任务），任务专家
- 大卫·洛（David Low，曾执行、以及任务），任务专家